# Nesogordonia papaverifera
Nesogordonia papaverifera là một loài thực vật có hoa. Theo truyền thống nó nằm trong họ Sterculiaceae, nó nằm trong Malvaceae mở rộng theo APG và hầu hết các hệ thống phân loại.
Nó được tìm thấy ở Bénin, Cameroon, Cộng hòa Trung Phi, Cộng hòa Congo, Bờ Biển Ngà, Gabon, Ghana, Liberia, Nigeria, và Sierra Leone.
Nó trở nên hiếm do mất môi trường sống.